# Susan Goldberg
Susan Goldberg é uma jornalista americana e ex-editora-chefe da National Geographic Magazine. Ela foi a primeira mulher a gerenciar a revista desde que foi publicada pela primeira vez em 1888. Antes de estrear na National Geographic, Goldberg trabalhou na Bloomberg e no USA Today. Ela é uma defensora da narrativa multiplataforma.

## Educação
Goldberg cresceu em Ann Arbor, no Michigan, por meio de uma família judia, e se apaixonou pelo jornalismo quando, na oitava série, escreveu um artigo intitulado "Oportunidades no jornalismo". Goldberg acha que o sucesso de sua carreira começou aos 20 anos no Seattle Post-Intelligencer, quando foi contratada de um estágio de oito semanas para um emprego em tempo integral como repórter. Para aceitar o trabalho no jornal, Goldberg abandonou a faculdade. Goldberg finalmente se formou na Universidade Estadual de Michigan em 1987 com um bacharelato em jornalismo. Desde então, ela criou uma bolsa de estudos Susan Goldberg. Ela é membro do conselho de administração de ex-alunos da Faculdade de Artes e Ciências da Comunicação. Em 2015, Goldberg retornou a instituição de ensino superior para fazer o discurso de formatura.

## Carreira
Goldberg mudou-se para Detroit Free Press, em Michigan, onde se tornou a primeira mulher a ser enviada para Lansing, a capital do estado, onde cobriu os trabalhos do governador e de toda a legislatura. Ela, ao mesmo tempo, concluiu sua graduação na Universidade Estadual de Michigan. Ela então se mudou para o San Jose Mercury News, na Califórnia, como repórter, onde desempenhou um papel fundamental na cobertura do jornal sobre o sismo de Loma Prieta em 1989, que ganhou o Prêmio Pulitzer. Em 1989, ingressou no USA Today e, por mais de dez anos, trabalhou em News, Life e Enterprise. Goldberg alavancou de hierarquia do USA Today e acabou se tornando vice-editora-gerente.
Após 11 anos de casamento, o primeiro marido de Goldberg morreu em 1999. Ela voltou para o San Jose Mercury News para se tornar editora-gerente. Em 2007 ela renunciou para se juntar ao The Plain Dealer, de Cleveland. Quando Goldberg deixou The Plain Dealer, ela ficou chateada: "em pouco tempo, tornei-me profundamente apegada a Cleveland".
Em 2010, ela foi abordada pela multinacional Bloomberg, e o que começou como um trabalho na Costa Oeste dos Estados Unidos, resultando-se em tornar editora executiva do Washington Bureau da Bloomberg. Sobre sua liderança editorial, Frank Bass disse que, em sua liderança, "Goldberg provou que paciência e entusiasmo não são traços mutuamente exclusivos". Durante 2012 e 2013 Goldberg foi presidente da American Society of News Editors, com foco no desenvolvimento de jovens líderes no jornalismo. Goldberg foi eleita uma das 11 mulheres mais influentes de Washington na mídia pela revista Washingtonian em 2013.
O mandato de Goldberg como editora-chefe da National Geographic terminou em 2022, após ela assumir o cargo de professora e vice-reitora da Escola de Jornalismo Walter Cronkite da Universidade Estadual do Arizona.

## National Geographic
A revista National Geographic foi publicada pela primeira vez em outubro de 1888. Em 2014, Goldberg tornou-se a 10ª e primeira mulher na administração da revista. Ela também é a primeira editora-chefe judia da revista. Com Goldberg no comando, ganhou o National Magazine Award de melhor site e o George Polk Award de reportagem. Posteriormente, Goldberg recebeu o Prêmio Mulheres Excepcionais na Editoração, em 2015.
Em janeiro de 2017, a National Geographic publicou uma edição que explorou questões de gênero, "Gender Revolution". A edição foi selecionada para um Prêmio Pulitzer, por "uma exploração profunda e sensível do gênero em todo o mundo, usando fotografia notável, vídeo em movimento e escrita clara para iluminar um assunto que é ao mesmo tempo familiar e incompreendido". Recebeu considerável atenção da mídia, provocando muitos comentários de leitores, aos quais Goldberg respondeu. Em 2018, "Gender Revolution" ganhou os prêmios Best News and Politics e Best Cover Readers' Choice no ASME Cover Contest.
Em 2017, a Washingtonian Magazine destacou o nome de Goldberg como uma das mulheres mais poderosas de Washington. Ela é membro do conselho do Comitê de Repórteres para a Liberdade de Imprensa. Ela também faz parte do conselho do Museu Nacional para Mulheres nas Artes em Washington.
Em 2022, Goldberg renunciou ao cargo de editora-chefe da National Geographic.

## Vida pessoal
Goldberg é casada com Geoffrey Etnire, um advogado imobiliário, e eles moram em Washington, DC.